# La Magdeleine (Italia)

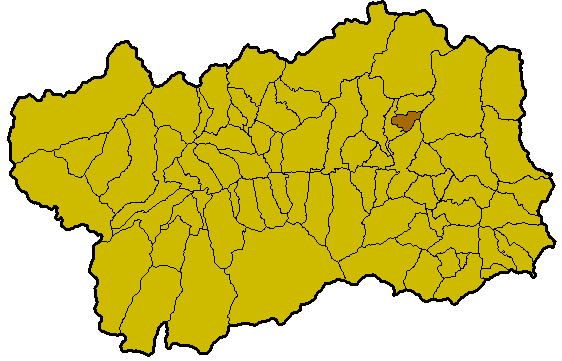
Ubicación de la comunidad de La Magdeleine en el interior del Valle de Aosta.

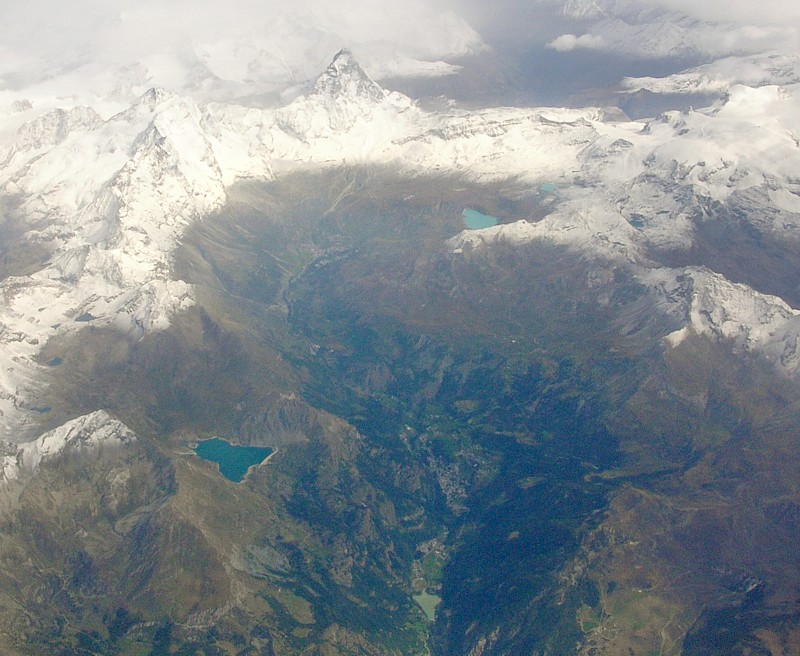
Imagen aérea del valle Valtournenche con el monte Cervino al fondo.

La Magdeleine (durante la época del fascismo, desde 1939 hasta 1946, conocida como La Maddalena d'Aosta) es una comuna italiana de 100 habitantes que se emplaza en el valle Valtournenche, que es un valle lateral del Valle de Aosta. Y forma parte de la Unité des communes valdôtaines du Mont-Cervin.

## Demografía
La mayor parte de la población de La Magdeleine tiene como lengua nativa al idioma francés, pero también se habla mucho el dialecto valdostano. El idioma piamontés es también entendido:
- Idioma italiano: 30,32%
- Idioma francés: 60,89%

| Gráfica de evolución demográfica de La Magdeleine entre 1861 y 2001 |
|                                                                     |
| Fuente ISTAT - Gráfica elaborada por Wikipedia                      |

## Administración
- Alcalde: Edi Dujany
- Fecha de asunción:09/05/2005
- Partido: lista civica
- Teléfono de la comuna: 0166 548274
- Email:comune@comune.la-magdeleine.ao.it